# Did Anyone Approach You?
«Did Anyone Approach You?» — третій сингл альбому «Lifelines» новерзького гурту a-ha, випущений 30 вересня 2002 року.

## Музиканти
- Пол Воктор-Савой (Paul Waaktaar-Savoy) (6 вересня 1961) — композитор, гітарист, вокалист.
- Магне Фуругольмен (Magne Furuholmen) (1 листопада 1962) — клавішник, композитор, вокаліст, гітарист.
- Мортен Гаркет (Morten Harket) (14 вересня 1959) — вокаліст.

## Композиції
| #  | Назва                                               | Тривалість |
| -- | --------------------------------------------------- | ---------- |
| 1. | «Did Anyone Approach You? (Original Album Version)» | 4:11       |
| 2. | «Did Anyone Approach You? (Turner Remix)»           | 3:43       |
| 3. | «Did Anyone Approach You? (Reamped)»                | 4:51       |
| 4. | «Did Anyone Approach You? (Tore Johansson Remix)»   | 5:55       |
| 5. | «Afternoon High (Demo Version)»                     | 4:40       |
| 6. | «Did Anyone Approach You? (Video Clip)»             | 4:11       |

## Позиції в чартах
- #5  Норвегія
- #7  Латвія
- #67  Німеччина